# دهانوت
دهانوت (به انگلیسی: Dhanote) یک شهرک در پاکستان است که در ناحیه لودهران واقع شده‌است. دهانوت ۱۵٬۶۷۲ نفر جمعیت دارد.